# Rolando Howell
Rolando Teophilos Howell (Columbia, 29 aprile 1982 – Charlotte, 29 giugno 2016) è stato un cestista statunitense.
Centro di 206 centimetri per circa 106 chili di peso, si è formato nella University of South Carolina.

## Carriera
Nella Serie A italiana ha giocato due stagioni con la Pallacanestro Varese dal 2005 al 2007 (9,4 punti e 7 rimbalzi di media il primo anno, 5,8 punti e 5,2 rimbalzi il secondo) e una a Capo d'Orlando nel 2007-2008 (9,4 punti e 5,7 rimbalzi). Sempre a Capo d'Orlando, tre anni prima, aveva vinto il campionato di Legadue 2004-2005 ed era stato votato miglior centro di quell'edizione.
Ha poi continuato la carriera tra Polonia, Libano, Portogallo, seconda serie spagnola, Giappone, Argentina, ancora Portogallo e Taiwan. La sua ultima parentesi da giocatore è stata nel 2013-2014 in Libia, all'Al Mouttahed Tripoli.

## Morte
È morto il 29 giugno 2016 all'età di 34 anni a seguito di una complicanza dopo una frattura cervicale dovuta a una caduta per svenimento. Durante il periodo di agonia, durato oltre un mese, era stato dichiarato paralizzato.

## Curiosità
- Nel marzo 2007 era stato protagonista di una rissa nella discoteca "Hollywood" di Milano con il calciatore Adriano.[2]

## Palmarès
- Campione Legadue (2005)
- Coppa Italia di Legadue: 1
Capo d'Orlando: 2005
- McDonald's All-American Game (2000)
- Legadue Center of the Year (2005)
- Arab Club Championships Best Defensive Player (2009)